# Thierry Lubin
Thierry Lubin (né le 10 novembre 1970 à Saint-Claude en Guadeloupe) est un athlète français spécialiste du 200 mètres.
Aux Jeux de la Francophonie organisés à Paris en 1994, il termine troisième du 200 m en 21 s.16 et mêmement troisième du relais 4×100 m en 39 s.87.
Sélectionné pour les Championnats d'Europe 1998 de Budapest, il remporte la médaille d'argent du relais 4 × 100 mètres aux côtés de Frédéric Krantz, Christophe Cheval et Needy Guims, l'équipe de France s'inclinant avec le temps de 38 s 87 face au relais britannique. Il établit la meilleure performance de sa carrière sur 200 m le 16 août 1998 en signant le temps de 20 s 55 (+1,7 m/s) lors du meeting de La Chaux-de-Fonds.
En 1999, à Niort, Thierry Lubin s'adjuge son unique titre de champion de France « élite » dans le temps de 20 s 73.